# Nuclear Dawn
Nuclear Dawn — компьютерная игра в жанре FPS/RTS, действие которой происходит в постапокалиптическом мире. Анонсирована в 2006 как любительская модификация на движке Source Engine, в апреле 2009 стала коммерческим проектом, использующим Source Engine. Игра вышла 27 сентября 2011 года на платформе PC. Те, кто сделал предзаказ на игру с 25 июля по 25 августа 2011 года, смогли принять участие в бета-тестировании (25 августа), а также получить внутриигровую медаль.

## Геймплей
Один игрок в каждой команде — «Капитан», который направляет свою команду при виде сверху, остальные — солдаты, как в стандартном FPS, также есть средства передвижения.
Роли солдат и капитанов описаны InterWave Studios так:
На поле
- Четыре уникальных вида солдат со своими преимуществами и недостатками, делающими работу в команде, а также совместную тактику и стратегию необходимой.
- Большой арсенал оружия на поле боя, включающий винтовки, дробовики, пулемёты, взрывчатку и многое другое.
- Оригинальная детализированная окружающая среда, прекрасно подходящая для битв.

А как Капитан
- Основанный на целях геймплей подчеркивает координированную тактику.
- Окружающая среда и физика будет менять вашу стратегию. Создавайте чекпоинты, оборонительные позиции, и прорывайтесь сквозь вражеские позиции.
- Расширяйте свою территорию с множественными возможностями помощи команде в завоевании. От поддерживающих строений до турелей.
- Открывайте новые технологии чтобы повернуть превосходство в свою пользу.
- Охраняйте ресурсы чтобы размещать оружие и снаряжение, помогать команде

Nuclear Dawn's ModDB profile

## Сюжет
Третья мировая война началась 22 января 2040 года, когда социальный, экономический и прогресс нанотехнологий был в самом разгаре. Она велась разрушительными ядерными боеголовками двадцатого века, которые уничтожали небо и землю, нановирусами, которые опустошили целые города, и машинами уничтожения, которые своей бескомпромиссной жестокостью бросают вызов даже самым ужасным фантазиям.
Война уничтожила все величайшие достижения человечества и повергла мир, который мы знали, в руины. В 2049 война всё ещё продолжалась, и те, кто выжили, присоединялись к голубому флагу Консорциума (Consortium) или к красному — Империи (Empire). Соответственно, игрок может выбрать одну из противоборствующих сторон.

## Отзывы и продажи
| Сводный рейтинг | Сводный рейтинг |
| Агрегатор       | Оценка          |
| --------------- | --------------- |
| GameRankings    | 70,44 %         |

Летом 2018 года, благодаря уязвимости в защите Steam Web API, стало известно, что точное количество пользователей сервиса Steam, которые играли в игру хотя бы один раз, составляет 640 448 человек.